# 盔突腹蛛
盔突腹蛛（学名：Ero galea）为拟态蛛科突腹蛛属的动物。在中国大陆，分布于安徽等地。该物种的模式产地在安徽。